# مشروع تكييف الواحات في المغرب لبناء واحات مقاومة
مشروع تكييف الواحات في المغرب لبناء واحات مقاومة (PACC-Oasis)  هو برنامج حكومي مغربي مرتبط ببرنامج التكييف الأفريقي لتغير المناخ 2009-2012 ، والذي يشمل عشرين دولة - ويتم تمويله بالشراكة بين برنامج الأمم المتحدة للتنمية والحكومة اليابانية.
المشروع مخصص لإدارة وتقليل المخاطر المرتبطة بالاحتباس الحراري التي تواجهها واحات البلاد (والتي تشكل 15% من أراضيها و5.3% من سكانها) ، من خلال تطبيق أساليب مبتكرة للتكيف وتعزيز المهارات المحلية. نُفذ البرنامج من قبل الأمانة الدولية للمياه والبيئة التابعة لوزارة الطاقة والمعادن والماء والبيئة، في منطقة جغرافية تمتد عبر ست مقاطعات (مقاطعات الرشيدية، تنغير، ورزازات، زاكورة، طاطا وكلميم)  وأربعة أحواض (حوض كلميم - طاطا، درعة، زيز - غريس والدادس).